# Alain de Coëtivy
Alain IV de Coëtivy (Plounéventer, 18 agosto 1407 – Roma, 3 maggio 1474) è stato un vescovo cattolico e cardinale francese.
Di famiglia nobile, era figlio di Alain III de Coëtivy e di Catherine du Chastel e fratello di Prégent de Coëtivy, ammiraglio di Francia.

## Biografia
Fu prevosto di San Martino di Vertou e prevosto a Tolosa, canonico della cattedrale di Saint-Pol-de-Léon.
Il 30 ottobre 1437 fu eletto vescovo di Avignone, cattedra che tenne fino alla morte, celebrando un sinodo nel 1456 o 1457. Fu anche amministratore apostolico della diocesi di Uzès dal 2 ottobre 1442 al giugno del 1445.
Nel concistoro del 20 dicembre 1448 papa Niccolò V lo creò cardinale e il 3 gennaio 1449 ricevette il titolo di Santa Prassede. Richiese a papa Callisto III di assegnare ai Bretoni la chiesa romana di Sant'Ivo e fu esaudito con la bolla Rationi congruit del 20 aprile 1455.
Fu anche amministratore apostolico della diocesi di Nîmes dal 1º aprile 1454 al 19 novembre 1460, della diocesi di Dol dal 18 giugno 1456 al 7 gennaio 1460 e nuovamente dal 1462 al 1474, della diocesi di Saintes dal 7 gennaio 1461 all'8 aprile 1462. Carlo VIII di Francia gli confiscò alcuni benefici.
Il 7 giugno 1465 optò per l'ordine dei cardinali vescovi e per la sede suburbicaria di Palestrina, mantenendo il suo titolo in commendam.
Ricevette nel 1468 anche la carica di abate commendatario (primo abate commendatario dell'Abbazia)  dell'Abbazia di Saint-Sauveur de Redon (Bretagna), carica che tenne fino alla morte.
L'11 dicembre 1472 optò per la sede suburbicaria di Sabina.
Ricostruì il palazzo vescovile di Avignone.
Dopo aver trascorso il periodo di cardinalato tra la Francia e Roma, morì in quest'ultima città e fu sepolto nella basilica di Santa Prassede.

## Conclave
Durante il suo cardinalato Alain de Coëtivy partecipò a:
- conclave del 1455, che elesse papa Callisto III
- conclave del 1458, che elesse papa Pio II
- conclave del 1464, che elesse papa Paolo II.

Non prese parte invece al conclave del 1471 che elesse papa Sisto IV.

## Successione apostolica
La successione apostolica è:
- Vescovo Jean du Bellay, O.S.B. (1456)
- Vescovo Arnaud Raymond de Palata (1466)